# Ambohipaky
Ambohipaky è una città e comune del Madagascar situata nel distretto di Soalala, regione di Boeny. 
La popolazione del comune rilevata nel censimento 2001 era pari a 6 600 unità.